# Linguistica acquisizionale
La Linguistica acquisizionale è una branca della linguistica applicata che ha come suo oggetto di studio il processo di formazione della competenza in una lingua, prevalentemente in contesto spontaneo, cioè attraverso l'interazione con parlanti nativi di quella lingua.
La linguistica acquisizionale si suddivide in due grandi campi parzialmente comunicabili tra loro:
- l'acquisizione della lingua materna (L1)
- l'acquisizione delle lingue straniere (L2)

le conoscenze riguardanti il processo di acquisizione della L1 e L2 a loro volta contribuiscono a formare un sotto-campo della glottodidattica, la didattica acquisizionale.

## Concetti fondamentali
Concetto fondamentale per la disciplina è quello di acquisizione linguistica, spesso visto in contrapposizione con quello di apprendimento: entrambi i concetti si riferiscono a due modalità di imparare una seconda lingua; si ha acquisizione quando l'apprendente crea una competenza nella L2 in modo inconsapevole, senza conoscerne esplicitamente i meccanismi regolativi; si ha apprendimento quando il discente impara in maniera consapevole ed esplicita le regole di una lingua straniera; secondo alcuni studiosi (come per esempio Stephan Krashen) queste due modalità procedono in modo parallelo: l'apprendimento non sarebbe tanto efficace quanto l'acquisizione e potrebbe addirittura rappresentare un ostacolo a una completa padronanza di una lingua.
Concetti fondamentali per la Linguistica acquisizionale sono quelli di interlingua e di sequenze acquisizionali; con quest'ultima espressione ci si riferisce alle tappe evolutive che portano alla creazione di una competenza in L2: tali tappe seguirebbero, secondo la Linguistica acquisizionale, lo stesso ordine in tutti gli apprendenti, indipendentemente dalla loro L1, dall'età e dal contesto di apprendimento.
La linguistica acquisizionale studia i diversi livelli della lingua, fonetico, semantico e sintattico. Essa si interessa inoltre alla maniera nella quale gli apprendenti gestiscono la dimensione pragmatica della lingua seconda, d'importanza cruciale in quanto generalmente considerata come l'ultimo stadio prima di raggiungere un eventuale bilinguismo.

## Terminologia
Il termine Linguistica acquisizionale può avere, di fatto, due referenti: alcuni studiosi (come ad esempio Marina Chini) intendono il termine come traduzione italiana di Second Language Acquisition research, nome dell'indirizzo di studi sviluppatosi in ambito anglosassone; altri studiosi (come Andrea Villarini) usano invece Linguistica acquisizionale solo in riferimento al filone di studi fiorito in Italia e centrato sull'acquisizione dell'italiano come L2 da parte di immigrati.

### Introduzione alla linguistica acquisizionale
- Andorno C., Valentini A., Grassi R., 2017, Verso una nuova lingua, Torino, UTET, 2017.
- Bettoni C., Imparare un'altra lingua. Lezioni di linguistica applicata, Roma-Bari, Laterza, 2001
- Calleri D., Linguistica acquisizionale. In: G. Beccaria (sotto la direzione di), Dizionario di linguistica e di filologia, metrica, retorica. Nuova edizione, Torino, Einaudi, 2004, pp. 464.
- Chini M., Che cos'è la linguistica acquisizionale, Roma, Carocci, 2005.
- Pallotti G., La seconda lingua, Milano, Bompiani, 1998.
- Pienemann M., Language Processing and Second Language Development. Processabily Theory, Amsterdam, Benjamins, 1998.
- Selinker L., Interlanguage, in "IRAL", 10, 1972, pp. 209–31.

### Acquisizione dell'italiano L2 e implicazioni glottodidattiche
- Giacalone Ramat A. (a cura di), Verso l'italiano, Roma, Carocci, 2003.
- Grassi R., Bozzone Costa R., Ghezzi C. (a cura di), Dagli studi sulle sequenze di acquisizione alla classe di italiano L2, Perugia, Guerra, 2008.
- Rastelli S., Che cos'è la didattica acquisizionale, Roma, Carocci, 2009.
- Vedovelli M., Villarini A., Dalla linguistica acquisizionale alla didattica acquisizionale: le sequenze didattiche nei materiali di italiano L2 destinati agli immigrati stranieri. In: A. Giacalone Ramat (2003), pp. 270–340.
- Villarini A., Principi di linguistica acquisizionale per l'italiano L2. In: P. Diadori, Insegnare l'italiano a stranieri, Milano, Mondadori-Le Monnier, 2011, pp. 196–205